# Halidi Selemani
Halidi Selemani (24 aprile 1991) è un calciatore burundese, attaccante del Musongati.

## Carriera

### Club
Gioca dal 2007 al 2008 al Musongati. Nel 2009 si trasferisce al Vital'O. Nel 2012 passa al Flambeau de l'Est. Nel 2014 si trasferisce in Tanzania, allo Stand United.

### Nazionale
Debutta in nazionale l'8 gennaio 2009, in Burundi-Kenya. Colleziona un'altra presenza 3 giorni dopo, in Uganda-Burundi.

## Palmarès

### Club

#### Competizioni nazionali
- Burundi Premier League: 3

Vital'O: 2009, 2010, 2012